# Louplande
Louplande é uma comuna francesa na região administrativa do País do Loire, no departamento de Sarthe. Estende-se por uma área de 18.43 km². Em 2010 a comuna tinha 1 481 habitantes (densidade: 80,4 hab./km²).